# Петро Панч
Петро Йосипович Панченко, известен с псевдонима си Петро Панч (на украински: Петро́ Панч, Петро̀ Йо̀сипович Панченко), е украински писател на произведения в жанра драма, исторически роман и детска литература. Пише и под псевдонима Максим Отава.

## Биография и творчество
Петро Йосипович Панченко е роден на 4 юли 1891 г. във Валки, Украйна, в семейството на майстор мебелист. На петнайсетгодишна възраст, след две години в гимназията, започва работа. Първоначално работи в Народния дом, като преписва документи и раздава пакети, а по-късно е писар в застрахователна агенция. На седемнайсетгодишна възраст заминава за Харков, където работи като чиновник в канцеларията на Института за благородни девойки.
В Харков попада сред студентския кръг, започва да посещава общообразователни курсове и чете много. Впоследствие напуска града и учи в Полтавската геодезическа школа. Веднага след завършването ѝ през 1915 г. е мобилизирана в армията. Обучен е в ускорени курсове в Одеския артилерийски колеж, където получава званието артилерийски офицер и е изпратен на фронтовите линии на Първата световна война.
От ноември 1918 г. служи под украинското командване в тежката оръжейна дивизия на Запорожкия корпус, където остава до декември 1919 г. След това следва Волинския революционен съвет и атаман Омелян Волох, който се присъединява към Червената армия. Завършва войната в 180-и лек дивизион на 60-а стрелкова дивизия. През есента на 1921 г. се демобилизира и се връща във Валки, където работи като геодезист. По това време започна и неговата литературната дейност.
Първите му есета, разкази, фейлетони се публикуват по страниците на периодичните издания „Вести“ и „Селска правда“, първоначално под псевдонима Максим Отава, а след това във вестника в родния му град „Незаможник“ като Петро Панч.
През 1923 г. се премества в Харков, тогава столица на Украйна, като работи в списание „Червоний път“ и „Радянска литература“. Там започва да публикува първите си творби – „Гнездата стари“ (1923), „Отвъд живота“ (1924), „Миши бразди“ (1926) и сборника „Сините ешелони“ (1928). Включва се в литературните групи „Плуг“, Свободната академия за пролетарска литература и Общоукраинския съюз на пролетарските писатели. В периода 1939 – 1940 г. е ръководител на Лвовската организация на писателите. През 1940 г. става член на Комунистическата партия на СССР.
По време на Великата отечествена война през 1941 – 1945 г. първоначално работи в Уфа, а след това в Москва като главен редактор на литературния отдел на радиостанцията „Съветска Украйна“. Избран е за член на Всеславянския комитет, в който работи до края на войната.
След войната в периода 1949 – 1953 г. е председател на борда на харковската организация на Съюза на писателите, а през 1966 – 1969 г. е секретар на съвета на Съюза на писателите на Украйна.
През 1965 г. е публикуван романът му свързан с неговата младост – „На калинов мост“. През 1966 г. той получава национална наградата „Тарас Шевченко“.
Основната тема на творчеството му е историческото и революционното – формирането на личността в условията на война, революция и социалистическо строителство. Реалистичният ву стил, свободен от пристрастяване към формализма и лоялността му към съветския режим, му отреждат място сред основателите на украинската съветска проза.
Петро Панч умира на 1 декември 1978 г. в Киев.

## Произведения
- Там, де верби над ставом (1923) – повест
- Гнізда старі (1923)
- Поза життям (1924)
- Солом'яний дим (1925)
- Мишачі нори (1926)
- Голубі ешелони (1927) – повести
- Без козиря (1926) – повест
- Облога ночі (1932) – роман
- Гомоніла Україна (1954) – исторически роман
- В пути (1959)
- На калиновім мості (1965) – роман
На калинов мост, изд.: „Народна култура“, София (1970), прев. Пенка Кънева
- Повісті. Оповідання. Гуморески. Казки (1985) – сборник

### Детска литература
- Малий партизан ()
- Будем летать (1935)
- Сын Таращанского полка (1937)
- Эрик ищет счастья (1950)
Ерик търси щастие, изд.: „Народна култура“, София (1962), прев. Лиляна Ацева
- Гарні хлопці (1959)
- Для вас і про вас (1965)